# Omidiyeh
Omidiyeh este un oraș din Iran.